# 도벨레시

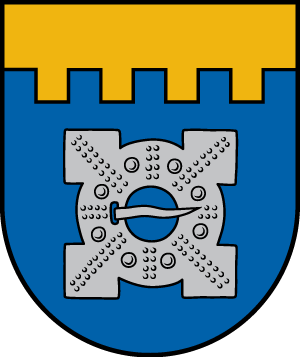
시 문장

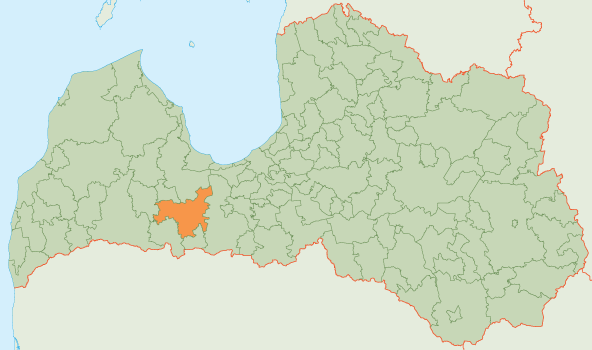
도벨레 시의 위치

도벨레시(라트비아어: Dobeles novads)는 라트비아의 지방 자치체로 행정 중심지는 도벨레이며 면적은 889.7km2, 인구는 24,521명(2009년 기준), 인구 밀도는 28명/km2이다. 1개 도시, 10개 교구를 관할한다.

## 같이 보기
- 라트비아의 행정 구역